# 15. Königlich Sächsisches Infanterie-Regiment Nr. 181
Das 15. Infanterie-Regiment Nr. 181 war ein Infanterieverband der Sächsischen Armee.

## Geschichte
Das Regiment wurde am 1. April 1900 (Stiftungstag) aus dem 3. Jäger-Bataillon Nr. 15 aufgestellt und erhielt als Garnison die Stadt Chemnitz zugewiesen. Das III. Bataillon lag in Glauchau. In der Zählsystematik der Infanterieregimenter erhielt es die fortlaufende sächsische Nr. 15 und die fortlaufende Nr. 181 des Deutschen Heeres.
In der Grundgliederung bestand ein deutsches Infanterieregiment im Jahre 1900 aus drei Bataillonen. Das I. Bataillon formierte sich aus dem gleichzeitig aufgelösten 3. Jäger-Bataillon Nr. 15 aus Wurzen. Die Tradition der „Wurzener Jäger“ reichte bis zur Reorganisation der Sächsischen Armee im Jahre 1810 zurück und wurde durch das Regiment weiter gepflegt. Als äußerlich sichtbares Symbol dieser Traditionspflege verwendete das Regiment das Jägerhorn, welches unter anderem auf dem Denkmal für die Gefallenen des Regiments zu sehen ist.

Kaserne des Regiments in Chemnitz

Zur Aufstellung des II. Bataillons mussten alle sächsischen Infanterieregimenter Soldaten an den neuen Verband abgeben. Lediglich das 6. Infanterie-Regiment Nr. 105 „König Wilhelm II. von Württemberg“ war von dieser Abgabe ausgenommen, da es zu diesem Zeitpunkt dem XV. Armee-Korps in Straßburg angehörte. Die Aufstellung des III. Bataillons verzögerte sich allerdings bis 1912.
Ab dem Tag der Aufstellung bildete das Regiment gemeinsam mit dem anderen Chemnitzer 5. Infanterie-Regiment „Prinz Friedrich August“ Nr. 104 die 7. Infanterie-Brigade Nr. 88. Sie war der 4. Division Nr. 40 des XIX. (II. Königlich Sächsisches) Armee-Korps unterstellt.

### Erster Weltkrieg
Das Regiment wurde den ganzen Krieg hindurch an der Westfront eingesetzt. Am 16. August 1914 wurde in Chemnitz das Reserve-Infanterie-Regiment Nr. 244 aus Rekruten der Ersatz-Bataillone der Infanterie-Regimenter Nr. 104 und 181 gebildet. Auch viele Redakteure der Chemnitzer Volksstimme meldeten sich freiwillig. Einer der ersten Toten des Regiments war der am 30. August 1914 bei Tourteron gefallene Regimentskommandeur Oberst Stephani. Als die Operationen zu Beginn noch beweglich geführt wurden (Wettlauf zum Meer), war es unter anderem wesentlich an der Eroberung der Stadt Lille am 12. Oktober 1914 beteiligt.
Mit dem Übergang in den Stellungskrieg folgten für das Regiment verlustreiche Jahre, während denen es unter anderem an der Schlacht an der Somme und mehreren Flandernschlachten teilnahm.
Am 28. Oktober 1916 wurden die Soldaten des Regiments Zeugen des Absturzes von „Fliegerass“ Oswald Boelcke, der während des Luftkampfs mit einem anderen deutschen Flugzeug kollidiert war. Boelcke kam bei dem Absturz ums Leben.

#### Verluste
|                        | Gesamt | Offiziere | Unteroffiziere | Mannschaften |
| ---------------------- | ------ | --------- | -------------- | ------------ |
| Gefallen oder vermisst | 3.391  | 66        | 378            | 2.947        |
| Verwundet              | 7.298  | 163       | 801            | 6.334        |
| Gefangenschaft         | 1.066  | 27        | 121            | 918          |
| Gesamtverluste         | 11.755 |           |                |              |

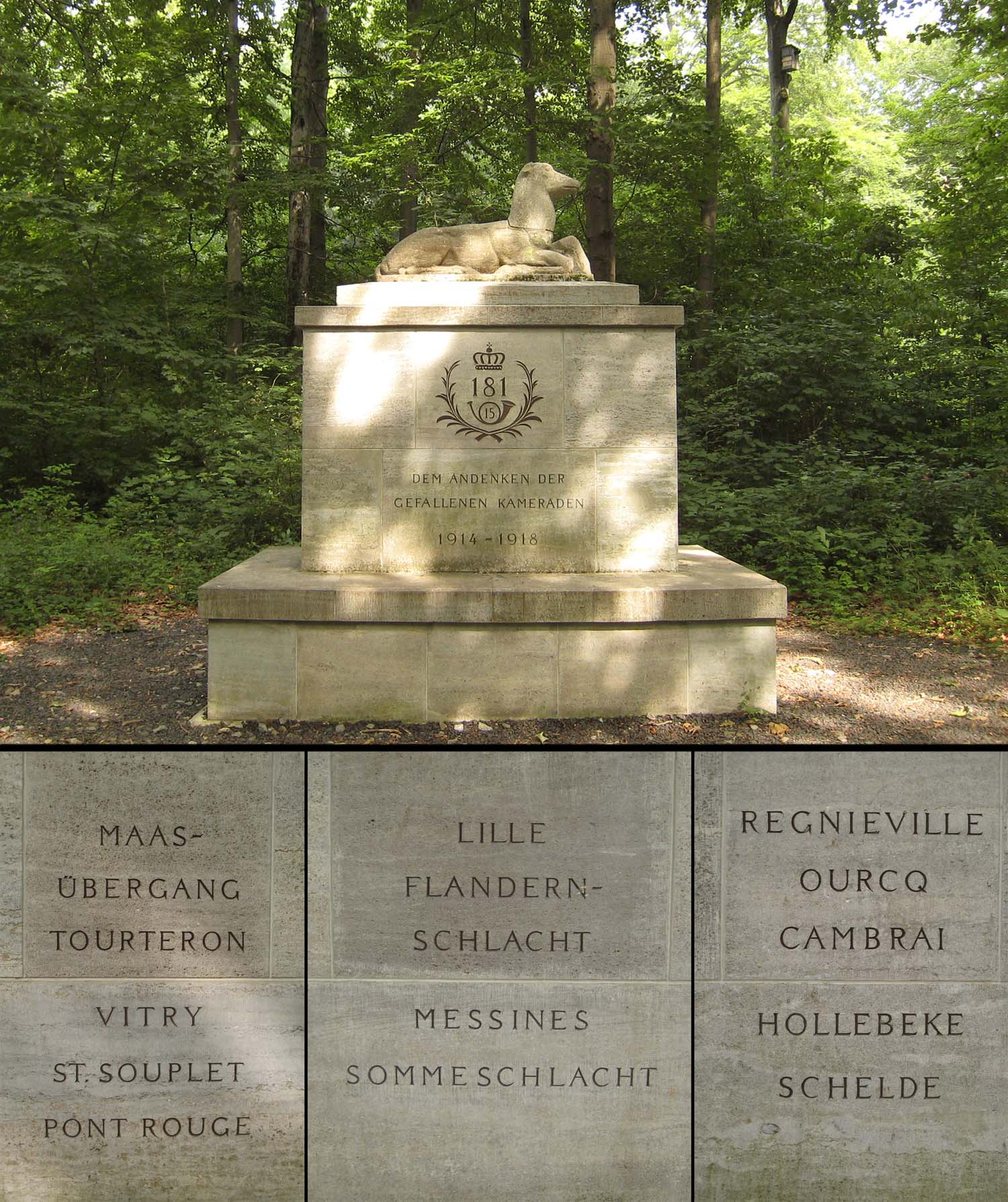
Denkmal für die Gefallenen des Regiments im Chemnitzer Zeisigwald, 1925 errichtet von Heinrich Straumer

Die Verlustzahlen ins Verhältnis zur Soll-Stärke gestellt, ergeben Aufschluss über die Schwere der Kämpfe in den Kriegsjahren 1914/18. Ausgehend von einer Kopfstärke von 3.000 bis 3.500 Soldaten, wurde das Regiment drei- bis viermal komplett vernichtet.

### Verbleib
Nach Kriegsende wurde das Regiment ab 20. Dezember 1918 in Chemnitz demobilisiert und anschließend aufgelöst.
Die Tradition übernahm in der Reichswehr durch Erlass des Chefs der Heeresleitung General der Infanterie Hans von Seeckt vom 24. August 1921 die 7. Kompanie des 11. (Sächsisches) Infanterie-Regiments in Leipzig.

## Kommandeure
| Dienstgrad     | Name                       | Datum                              |
| -------------- | -------------------------- | ---------------------------------- |
| Oberst         | Arndt von Hausen           | 1. April 1900 – 24. Februar 1901   |
| Oberst         | Friedrich Müller           | 25. Februar 1901 – 12. Mai 1906    |
| Oberst         | Richard von Zenker         | 13. Mai – 22. November 1906        |
| Oberst         | Karl Philipp Ludwig Werner | 23. November 1906 – 16. Mai 1907   |
| Oberst         | Klemens Ullrich            | 17. Mai 1907 – 22. September 1911  |
| Oberst         | Max Morgenstern-Döring     | 23. September 1911 – 12. März 1914 |
| Oberst         | Hermann Stephany           | 13. März – 30. August 1914         |
| Oberstleutnant | Karl Firnhaber             | 18. September 1914 – 14. Mai 1915  |
| Oberst         | Otto von Welck             | 15. Mai 1915 – 4. September 1916   |
| Oberst         | Otto von Berger            | 5. September 1916 – 26. März 1917  |
| Oberstleutnant | Max von der Pforte         | 27. März 1917 – 9. Januar 1919     |

## Kaserne
Die Kaserne des Regiments befand sich am Südrand des Zeisigwaldes am nördlichen Rand des Sonnenberges an der heutigen Heinrich-Schütz-Straße. Das 120.000 m² große Areal bekam der Reichsmilitärfiskus 1899 von den städtischen Körperschaften geschenkt. Drei Jahre später erfolgte der Bau der ersten Kasernenanlagen. Die Straße vor der Kaserne wurde zu Ehren des ehemaligen Kriegsministers Karl Paul Edler von der Planitz „Planitzstraße“' genannt. Noch heute trägt das an das ehemalige Kasernengelände angrenzende Gewerbegebiet den Namen Planitzwiese. Eine zweite Straße an der Kaserne wurde nach dem ersten Kommandeur Arndt Klemens Lothar Freiherr von Hausen auf „Hausenstraße“ getauft. Zeitgleich zum Bau der Kaserne wurde 1901/06 am Zeisigwald das Garnisonslazarett (heute gehören die Reste davon zu den Zeisigwaldkliniken Bethanien Chemnitz). Am 1. Oktober 1905 erfolgte die Verlegung des 3. Ulanen-Regiments Nr. 21 in die Chemnitzer Kaserne. Im selben Jahr fand die erste Erweiterung der Kasernenbauten durch eine Kavalleriekaserne statt. 1909 wurden Kasernengebäude für die MG-Kompanie sowie eine Waschanstalt und das Proviantamt errichtet.
Nach der Entmilitarisierung durch den Vertrag von Versailles wurde der Kasernenkomplex für öffentliche Einrichtungen, wie die Landespolizei, genutzt. Aus dem Garnisonslazarett wurde ein öffentliches Krankenhaus. Nach der Wiedereinführung der Allgemeinen Wehrpflicht 1935 wurde das Gelände von der Wehrmacht übernommen. Die ehemalige Ulanen-Kaserne wurde zur Kirchbach-Kaserne für die II. Abteilung des Artillerieregiments 60 und der Artilleriekommandantur 24, die Infanterie-Kaserne wurde zur König-Albert-Kaserne für das 1. Bataillon des Infanterieregiments 102 sowie die 13. Infanteriegeschütz- und 14. Panzerabwehrkompanie.
Nach Ende des Zweiten Weltkrieges wurde die Kaserne am 26. Mai 1945 durch das 841. Tschernowetzer Garde-Artillerie-Regiment von der 11. Rotbanner Garde-Panzerdivision bezogen. Das Lazarett wurde an die Stadt Chemnitz als Krankenhaus übergeben, als neues Lazarett diente die ehemalige Kaserne in Chemnitz-Ebersdorf. 1947 erfolgte die Umbenennung der „Planitzstraße“ in „Leninstraße“. Die stationierten Truppen wechselten in den folgenden Jahren mehrfach, meist waren Artillerie und Raketentruppen, in Spitzenzeiten bis zu 4.000 Mann, in der Kaserne an der „Leninstraße“ stationiert. 1990 bis 1993 erfolgte der Abzug der sowjetischen/russischen Truppen.
Bis 1996 wurde das Gelände vollständig entmunitioniert sowie die Gebäude entkernt. Der Großteil der Kasernengebäude wurde trotz Denkmalschutzes abgerissen. Lediglich zwei Nebengebäude wurden saniert. Die Stadt Chemnitz plant auf dem ehemaligen Kasernengelände die Errichtung eines großen Schulkomplexes.

Karl Paul Edler von der Planitz, Namensgeber der Straße vor der Kaserne
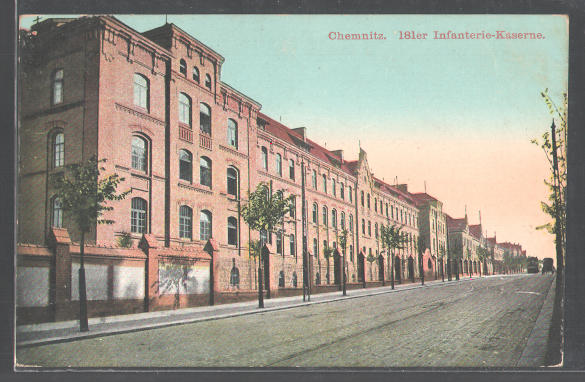
Südansicht der Kaserne von der Planitzstraße
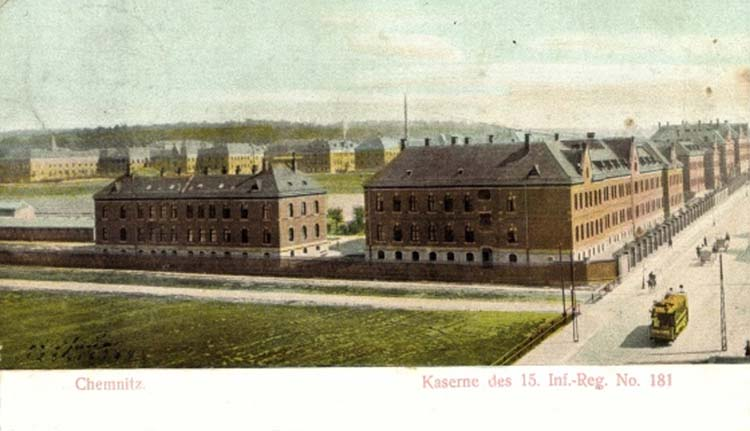
Westansicht der Kaserne mit Planitzstraße
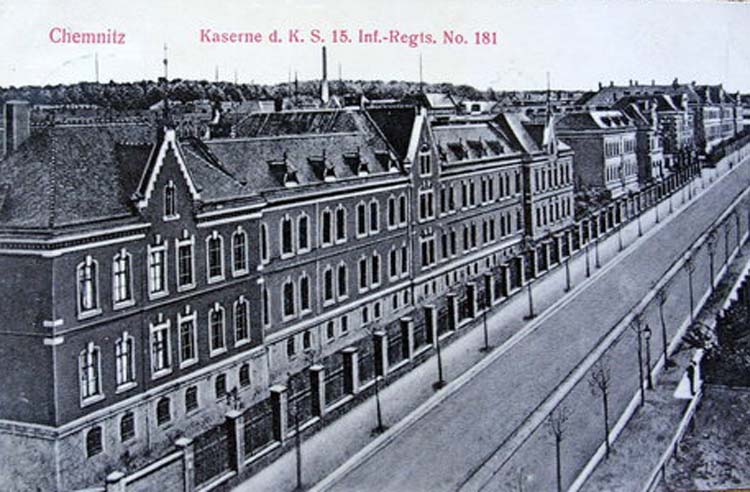
Südansicht mit Planitzstraße
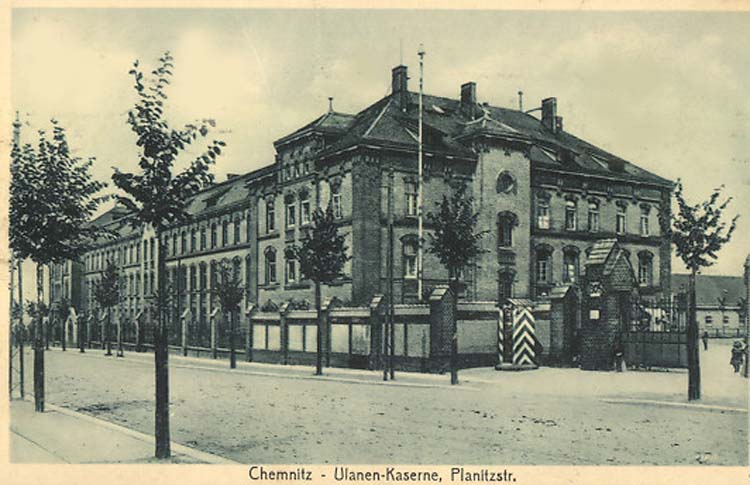
Ulanenkaserne